# Parafia św. Michała Archanioła w Oktiabrskim
Parafia św. Michała Archanioła w Oktiabrskim – rzymskokatolicka parafia znajdująca się w diecezji pińskiej, w dekanacie homelskim, na Białorusi.

## Historia
W Rudobiełcie, która była jedną z wsi, z której powstał Oktiabrski, duszpasterstwo katolickie obrządku wschodniego istniało co najmniej od XVIII w. W 1770 wybudowano tu cerkiew unicką pw. Opieki NMP, w czasach zaborów przejętą przez Cerkiew prawosławną. W XIX w. w Rudobiełcie istniała kaplica rzymskokatolicka, będąca filią parafii Choromce.
Współczesny kościół został zbudowany w niepodległej Białorusi.